# Daria Nałęcz

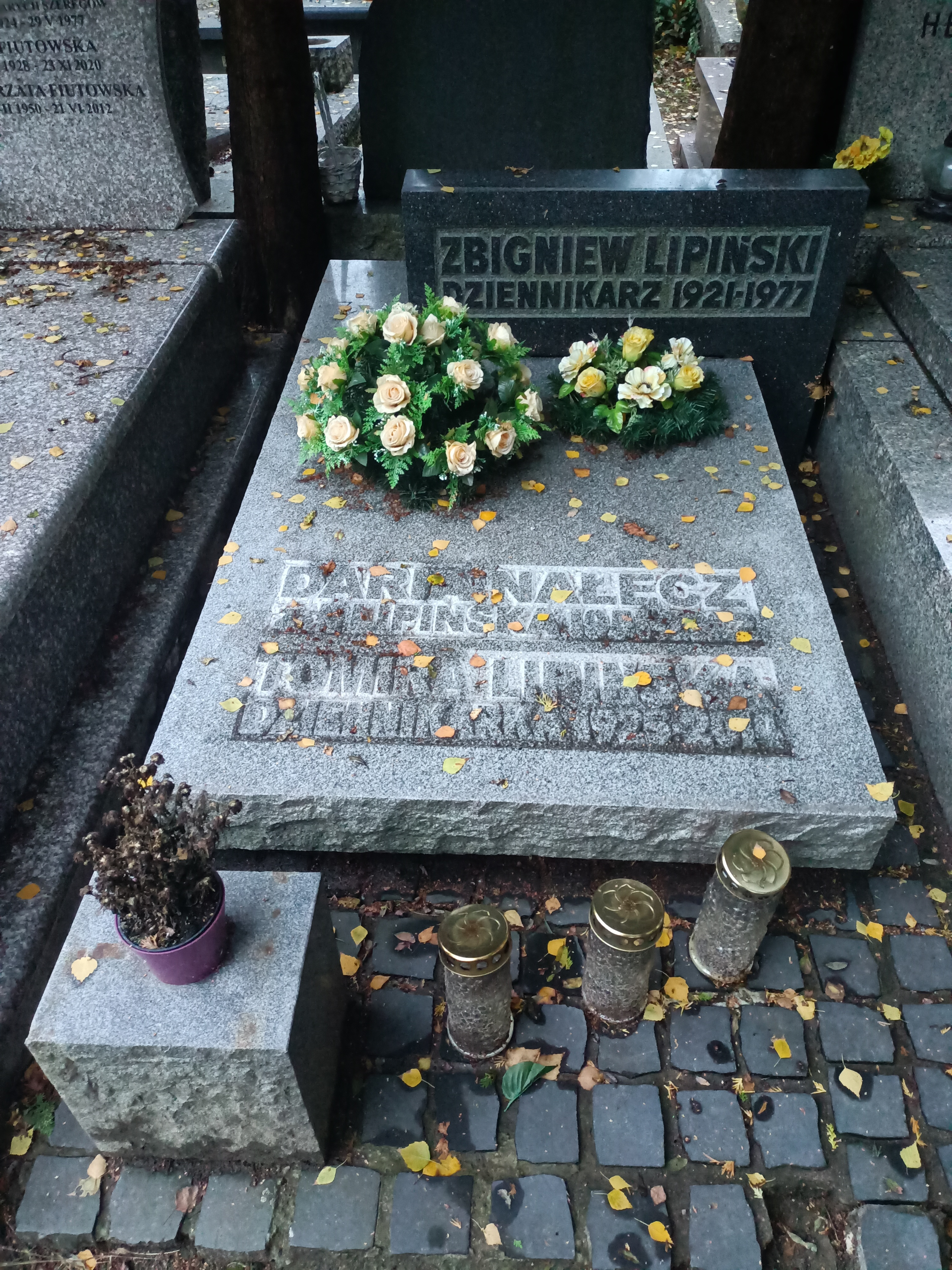
Grób Darii Nałęcz na cmentarzu Wojskowym na Powązkach

Daria Monika Lipińska-Nałęcz (ur. 1 lipca 1951 w Warszawie, zm. 20 marca 2022 w Wołominie) – polska historyk, doktor habilitowany nauk humanistycznych, nauczyciel akademicki, w latach 1996–2006 naczelny dyrektor Archiwów Państwowych, w latach 2012–2015 podsekretarz stanu w Ministerstwie Nauki i Szkolnictwa Wyższego.

## Życiorys
Ukończyła VI Liceum Ogólnokształcące im. Tadeusza Reytana w Warszawie (1969), a w 1974 studia historyczne na Uniwersytecie Warszawskim. W latach 1972–1981 była członkinią Polskiej Zjednoczonej Partii Robotniczej, wchodziła w skład egzekutywy POP PZPR w Instytucie Badań Literackich. W 1980 obroniła doktorat, stopień doktora habilitowanego uzyskała w 1995 na Wydziale Historycznym Uniwersytetu Warszawskiego na podstawie rozprawy zatytułowanej Sen o władzy. Inteligencja wobec niepodległości. Zawodowo była związana m.in. z Instytutem Badań Literackich PAN, w którym objęła stanowisko docenta. Została profesorem i dziekanem Wydziału Nauk Politycznych Akademii Humanistycznej im. Aleksandra Gieysztora w Pułtusku. W 2008 objęła funkcję rektora Wyższej Szkoły Handlu i Prawa im. Ryszarda Łazarskiego w Warszawie, przemianowanej następnie na Uczelnię Łazarskiego. Była też nauczycielem akademickim w Prywatnej Wyższej Szkole Nauk Społecznych, Komputerowych i Medycznych w Warszawie.
Była specjalistką w zakresie historii Polski XIX i XX wieku, dziejów polskiej inteligencji, historii dwudziestolecia międzywojennego.
Od 1 września 1996 do 26 września 2006 sprawowała urząd naczelnego dyrektora Archiwów Państwowych. 31 stycznia 2012 objęła stanowisko podsekretarza stanu w Ministerstwie Nauki i Szkolnictwa Wyższego. Pełniła tę funkcję do 1 grudnia 2015.
Była członkiem jury Nagrody Historycznej im. Kazimierza Moczarskiego oraz członkinią Stowarzyszenia Pracowników, Współpracowników i Przyjaciół Rozgłośni Polskiej Radia Wolna Europa Imienia Jana Nowaka-Jeziorańskiego w Warszawie.
Została pochowana na  cmentarzu Wojskowym na Powązkach w Warszawie.

## Życie prywatne
Córka Zbigniewa i Tomiry. Była żoną Tomasza Nałęcza.

## Wybrane publikacje
- Zawód dziennikarza w Polsce: 1918–1939, PWN, Warszawa 1982.
- … zemsty grom, ludu gniew (współautor z Tomaszem Nałęczem), Iskry, Warszawa 1984.
- Józef Piłsudski – legendy i fakty (współautor z Tomaszem Nałęczem), Młodzieżowa Agencja Wydawnicza, Warszawa 1987.
- Sen o władzy: inteligencja wobec niepodległości, PIW, Warszawa 1994.
- Kronika odradzającej się i wolnej Polski (1915–1939), Wszechnica Świętokrzyska, Kielce 1998.

## Odznaczenia
- Krzyż Komandorski z Gwiazdą Orderu Odrodzenia Polski (2011)[15]
- Krzyż Komandorski Orderu Odrodzenia Polski (2007)[16]